# Sofia Alexeievna da Rússia
Sófia Alexéievna Românova (Moscou, 27 de setembro de 1657 – Moscou, 14 de julho de 1704) foi a regente do Czarado da Rússia de 1682 até 1689 durante o reinado de seu irmão Ivan V e de seu meio-irmão Pedro I enquanto os dois ainda eram menores de idade. Ela era a sexta filha, a quarta menina, do czar Aleixo da Rússia com sua primeira esposa Maria Miloslavskaia. Sua regência foi carregada com punho de ferro e Sofia não hesitava em usar violência para alcançar seus objetivos, porém acabou tirada do poder depois de Pedro chegar na idade adulta e assumir maior independência e apoio. Ela foi confinada ao Convento de Novodevichy, onde permaneceu em reclusão até morrer.